# 扎盧日扎 (杜布諾區)
50°19′40″N 25°52′49″E / 50.32778°N 25.88028°E
扎盧日扎（烏克蘭語：Залужжя），是烏克蘭的村落，位於該國西北部羅夫諾州，由杜布諾區負責管轄，面積47平方公里，海拔高度238米，2001年人口209，人口密度每平方公里4.5人。